# Bibliothek der Kirchenväter
Die Bibliothek der Kirchenväter (BKV) ist eine Buchreihe patristischer Werke in deutscher Übersetzung, die in drei unterschiedlichen Ausgaben vorliegt. Viele Werke wurden erstmals durch die BKV einem breiteren Lesepublikum zugänglich gemacht. Noch heute ist die BKV trotz ihres Alters hilfreich, da sie die Texte in einem flüssig zu lesendem Deutsch enthält, das trotzdem wissenschaftlichen Ansprüchen genügt.

## Print-Ausgaben
- Vorbereitend für die beiden Ausgaben der Bibliothek der Kirchenväter im Kösel-Verlag war die Reihe „Sämtliche Werke der Kirchenväter, aus dem Urtexte ins Deutsche übersetzt“ (1831–1854; SWKV), ebenfalls im Kösel-Verlag, Kempten. In den 39 erschienenen Bänden sind nur Texte von Irenäus, Cyprian, Hilarius, Athanasius, Basilius, Ephräm und Gregor von Nyssa enthalten.

- Die erste Ausgabe umfasst 80 Bände und erschien unter der Oberleitung von Franz Xaver Reithmayr und Valentin Thalhofer in den Jahren 1869–88 im Engelmann-Verlag, Leipzig und Kösel-Verlag, Kempten (BKV1). Zu dieser Ausgabe gibt es ein zweibändiges Personen- und Sachregister (bearb. von Ulrich Uhl).

- Die zweite Ausgabe umfasst 81 Bände und erschien unter der Leitung von Otto Bardenhewer, Theodor Schermann und Carl Weyman in zwei Reihen (Reihe I: 61 Bände, 1911–31; Reihe II: 20 Bände, 1932–38; BKV2) ausschließlich im Kösel-Verlag, Kempten. Es existiert nur zur ersten Reihe ein Generalregister (bearb. Johannes E. Stöckerl). Von dieser Ausgabe ist auch in den Jahren 1968ff. ein Reprint erschienen.

- Die dritte Ausgabe erscheint derzeit im Marixverlag, Wiesbaden, 2005ff. und umfasst noch sehr wenige Bände. Es handelt sich dabei jedoch nicht um neue Übersetzungen, sondern um Reprints einzelner Texte, die in den früheren Ausgaben erschienen waren.

## Bibliothek der Kirchenväter im Internet
Im Projekt „Bibliothek der Kirchenväter im Internet“ unter der Leitung von Gregor Emmenegger Sieber an der Theologischen Fakultät der Universität Freiburg werden die urheberrechtlich nicht mehr geschützten Teile der BKV digitalisiert und stehen online sowie zum Download (in den Formaten DOCX, EPUB, PDF und RTF) zur Verfügung.
Die zweite Ausgabe (BKV2) ist in diesem Projekt fast komplett verfügbar, die erste Ausgabe (BKV1) sowie Werke aus der Reihe SWKV werden kontinuierlich ergänzt.

## Inhalt
Herausgegeben werden christliche Schriften der Antike und des frühen Mittelalters.
- Apostolische Väter (z. B. Ignatius von Antiochien, Didache)
- Frühchristliche Apologeten (z. B. Tatian, Justin der Märtyrer, Clemens von Alexandrien)
- Liturgien
- Kirchenväter der Ost- und Westkirche (z. B. Augustin, Athanasius, Boethius)
- Kirchenväter der orientalischen Kirchen (syrisch, armenisch etc.)
- Die Summa theologica von Thomas von Aquin